# Bəhruz Kəngərli
Bəhruz Şirəlibəy oğlu Kəngərli (Naxçıvan, 22 gennaio 1892 – Naxçıvan, 7 febbraio 1922) è stato un pittore azero. È stato uno dei primi rappresentanti professionali delle arti visive dell'Azerbaigian ed è stato il fondatore della pittura realistica a cavalletto dell'Azerbaigian.

## Biografia
Bəhruz Kəngərli nacque il 22 gennaio 1892 a Naxçıvan. Ebbe problemi di udito a causa di una malattia contratta da bambino, motivo per cui non poté frequentare la scuola secondaria. Nel 1910, andò a Tiflis con il sostegno di Jalil Mammadguluzadeh ed entrò alla Scuola delle Arti di Tiflis sotto la Società di Incoraggiamento di Belle Arti, dove insegnavano Otto Schmerling e Yegishe Tadevosyan. Dipinse i ritratti di Schmerling e del suo collega Lado Gudiashvili mentre studiava lì. Diverse riviste satiriche pubblicate in Russia nel periodo pre-rivoluzionario, in particolare la rivista Molla Nasraddin di Baku, pubblicarono le opere di Kəngərli, accanto alle caricature di Schmerling e ai dipinti satirici di Azim Azimzade, a cui Kangarli si ispirò. Ritornò a Naxçıvan dopo essersi diplomato alla Scuola delle Arti nel 1916. Il genere paesaggistico occupò un posto importante nella sua creatività. I dipinti ad acquerello di Kəngərli raffiguranti la natura della sua terra natale includono "Cascata", "Agridag", "La strada nel villaggio di Yakhshan", "Montagna Ilanly al chiaro di luna", "Chiesa russa a Naxçıvan", "Prima del sorgere del sole" e "Primavera". Monumenti di cultura vennero rappresentati nei suoi paesaggi "Il mausoleo di Momine Khatun", "La montagna Ashabi-kahf" e "La tomba del profeta Noè". Alcune sue composizioni, opere d'arte e schizzi in costume per le rappresentazioni teatrali "The Deadmen" (di Jalil Mammadguluzade), "Haji Gara" (di Mirzə Fətəli Axundov), "Pari-jadu" (di Abdul Rachim Achverdov) e altri spettacoli teatrali messi in scena a Naxçıvan sono esempi d'arte azera dell'epoca.
Kəngərli disegnò anche ritratti di suoi contemporanei ("Un vecchio", "Un georgiano") e una serie di dipinti chiamati "Rifugiati" ("Signora rifugiata", "Ragazzo rifugiato", "Donna rifugiata" e "Famiglia senza fissa dimora ").
L'album di Kəngərli intitolato "Memorie di Naxçıvan" con i suoi 20 paesaggi è attualmente conservato nel Museo nazionale d'arte dell'Azerbaigian. Era noto per tenere mostre dei suoi dipinti nella sua casa, con ingresso gratuito.
Kəngərli disegnò anche i ritratti di Karl Marx e Friedrich Engels durante i primi mesi del dominio sovietico. Espose più di 500 opere da lui dipinte alla prima mostra organizzata con l'assistenza del Revcom (comitato rivoluzionario), nel 1921, in Azerbaigian. Questa mostra fu di grande importanza e Kəngərli donò un terzo dei fondi raccolti a un orfanotrofio. Lasciò un'eredità artistica di oltre 2000 opere d'arte create durante la sua breve attività creativa di sette anni. Il 22 maggio 2007 fu inaugurata la casa-museo di Kəngərli a Naxçıvan e fu eretto un monumento sulla sua tomba.